# Чемпіонат України з регбі-7 серед жінок 2020
Чемпіонат України з регбі-7 серед жінок 2020.
У Суперлізі виступило 4 команди. У змаганнях Вищої ліги — 4 команди.

## Суперліга
Змагання вищого дивізіону України з регбі-7 серед жінок проводилися серед 4 команд у три тури за коловою системою. У кожному турі команди зіграли між собою в одне коло.

### 1-й тур
Відбувся 12 вересня в Києві на стадіоні ЦСКА.
| Місце | Команда              | 1    | 2     | 3     | 4     | В | Н | П | Р:О   | О  |
| ----- | -------------------- | ---- | ----- | ----- | ----- | - | - | - | ----- | -- |
| 1     | Збірна Одеси         |      | 14:5  | 14:0  | 28:5  | 3 | 0 | 0 | 56:10 | 13 |
| 2     | «Левиці» (Львів)     | 5:14 |       | 19:17 | 17:12 | 2 | 0 | 1 | 41:43 | 8  |
| 3     | «Авіатор» (Київ)     | 0:14 | 17:19 |       | 22:12 | 1 | 0 | 2 | 39:45 | 5  |
| 4     | ХТЗ-«Олімп» (Харків) | 5:28 | 12:17 | 12:22 |       | 0 | 0 | 3 | 29:67 | 2  |

### 2-й тур
Відбувся 27 вересня в Харкові на стадіоні «Динамо».
| Місце | Команда              | 1     | 2     | 3     | 4     | В | Н | П | Р:О   | О  |
| ----- | -------------------- | ----- | ----- | ----- | ----- | - | - | - | ----- | -- |
| 1     | Збірна Одеси         |       | 31:12 | 19:7  | 36:5  | 3 | 0 | 0 | 86:24 | 14 |
| 2     | ХТЗ-«Олімп» (Харків) | 12:31 |       | 19:14 | 17:17 | 1 | 1 | 1 | 48:62 | 6  |
| 3     | «Авіатор» (Київ)     | 7:19  | 14:19 |       | 26:5  | 1 | 0 | 2 | 47:43 | 5  |
| 4     | «Левиці» (Львів)     | 5:36  | 17:17 | 5:26  |       | 0 | 1 | 2 | 27:79 | 2  |

### 3-й тур
Відбувся 10 жовтня у Львові на стадіоні «Юність».
| Місце | Команда              | 1     | 2     | 3     | 4     | В | Н | П | Р:О    | О  |
| ----- | -------------------- | ----- | ----- | ----- | ----- | - | - | - | ------ | -- |
| 1     | Збірна Одеси         |       | 45:7  | 28:10 | 29:5  | 3 | 0 | 0 | 102:22 | 15 |
| 2     | «Авіатор» (Київ)     | 7:45  |       | 14:7  | 14:14 | 1 | 1 | 1 | 35:66  | 6  |
| 3     | «Левиці» (Львів)     | 10:28 | 7:14  |       | 26:14 | 1 | 0 | 2 | 43:56  | 5  |
| 4     | ХТЗ-«Олімп» (Харків) | 5:29  | 14:14 | 14:26 |       | 0 | 1 | 2 | 33:69  | 2  |

### Підсумки
| М | Команда              | В | Н | П | Р:О     | Очки |
| - | -------------------- | - | - | - | ------- | ---- |
| 1 | Збірна Одеси         | 9 | 0 | 0 | 244:56  | 42   |
| 2 | «Авіатор» (Київ)     | 3 | 1 | 5 | 121:154 | 16   |
| 3 | «Левиці» (Львів)     | 3 | 1 | 5 | 111:178 | 15   |
| 4 | ХТЗ-«Олімп» (Харків) | 1 | 2 | 6 | 110:198 | 10   |

## Вища ліга
Чемпіонат України 2020 року серед жіночих команд Вищої ліги проводився у 2 тури серед 4-х команд. У кожному турі команди зіграли між собою в одне коло.
Місця команд у чемпіонаті визначені за сумою турнірних очок, набраних командами в іграх 1 (20 вересня, Львів) та 2 (4 жовтня, Кременець) турів.
1 місце: «Універ-ТНЕУ» (Тернопіль)
2 місце: ЛКЗ КІВС (Львів)
3 місце: ДЮСШ (Кременець)
4 місце: ДЮСШ-2-ФТЛ «Прикарпатські вовчиці» (Івано-Франківськ)